# Fundo Memorial de Diana, Princesa de Gales
O Fundo Memorial de Diana, Princesa de Gales foi criado após a morte de Diana, Princesa de Gales, em 14 de setembro de 1997. Ele recebeu dinheiro do legado de Diana, de contribuições de seu ex-marido, o Príncipe de Gales, de doações públicas e das rendições de "Candle in the Wind 1997", uma canção de Sir Elton John. As contribuições iniciais totalizaram £19 milhões de libras esterlinas, e o marketing temporário trouxe mais £80 milhões.
A missão do fundo é "ajudar a mudar as vidas das pessoas mais negligenciadas e marginalizadas do Reino Unido e dos países e regiões mais pobres além-mar". Seus propósitos são: banir o uso de minas terrestres, ajudando vidas que foram prejudicadas por elas; cuidar de pessoas afetadas por doenças como HIV e AIDS na África; e orientar jovens britânicos que enfrentam dificuldades na transição para a vida adulta.
Entre 2003 e 2004, o fundo envolveu-se num litígio polêmico e caro nos Estados Unidos contra Franklin Mint, uma corporação que usava imagens da falecida princesa. O fundo gastou pelo menos £3,4 milhões em litígio, e naquele período as doações tiveram uma queda de £1 milhão. Em julho de 2003, o fundo cessou seus pagamentos a instituições de caridade. Em novembro de 2004, o caso legal contra a Franklin Mint foi abandonado.
Em abril de 2005, Andrew Purkis, chefe-executivo desde 1998, renunciou a seu posto. O atual CEO é a Dra. Astrid Honeyman. O presidente do fundo é Lady Sarah McCorquodale, a irmã mais velha de Diana, Princesa de Gales.